# Armelle Deutsch
 (juillet 2022).
Si vous disposez d'ouvrages ou d'articles de référence ou si vous connaissez des sites web de qualité traitant du thème abordé ici, merci de compléter l'article en donnant les références utiles à sa vérifiabilité et en les liant à la section « Notes et références ».
Pour les articles homonymes, voir Deutsch.
Armelle Deutsch, est une actrice française née le  22 février 1979 à Martigues (Bouches-du-Rhône).

## Biographie

### Jeunesse et formation
Née le 22 février 1979 à Martigues, Armelle Deutsch grandit à Rognac, dans les Bouches-du-Rhône,. À l'âge de 13 ans, elle rejoint une troupe de théâtre, Le Théâtre d'Astroméla, pour le Forum des jeunes et de la culture à Berre-l'Étang, et joue quelques pièces, sous la mise en scène d'Akel Akian, metteur en scène à Marseille.
À l'âge de 18 ans, elle s'inscrit au cours Florent à Paris.

### Débuts dans la comédie (2000-2006)
Elle fait ses débuts à l'écran en 2000 avec quelques petits rôles à la télévision - Vérité oblige, Navarro, Un et un font six, Le Grand Patron.
L'année 2001 la voit défendre plusieurs rôles au cinéma : elle se fait remarquer au cinéma dans le rôle de la secrétaire de Michèle Laroque dans la comédie à succès de Francis Veber, Le Placard (2001). La même année, elle joue dans la comédie  La Boîte, réalisée par un autre vétéran du genre, Claude Zidi. Enfin, elle fait partie du jeune casting réuni par Stéphane Kazandjian pour une comédie potache, Sexy Boys.
En 2003, elle tient un petit rôle dans la comédie dramatique Laisse tes mains sur mes hanches, de Chantal Lauby, et fait un passage éclair (caméo) dans le nouveau film de Francis Veber, Tais-toi !.
En 2004, elle joue les touches féminines de castings masculins de comédies : Nos amis les flics, de Bob Swaim
, et Le Carton, de Charles Nemes. Mais c'est à la télévision qu'elle décroche surtout un rôle régulier, celui de l'héroïne d'une série policière, Élodie Bradford. Elle y incarne une inspectrice de police glamour et maladroite. En 2007, est diffusé le cinquième et dernier épisode.
Parallèlement, elle défend au cinéma trois comédies : en 2005, Vive la vie, de Yves Fajnberg et en 2007, Fracassés, de Franck Llopis et La différence, c'est que c'est pas pareil, de Pascal Laëthier.

### Progression dans un registre dramatique (depuis 2006)
En 2006, elle adopte un registre dramatique en tenant un rôle notable dans le téléfilm de Raoul Peck, L'Affaire Villemin, dans lequel elle interprète la mère du petit Grégory Villemin. 
Elle enchaîne dès lors les téléfilms et les apparitions dans les séries télévisées.

### Vie privée
Elle épouse le 19 juin 2010 son compagnon de longue date, l'acteur suisse Thomas Jouannet, avec qui elle a deux filles. Elle est la belle-mère de la fille de ce dernier, Chloé Jouannet, issue de son union précédente avec Alexandra Lamy.

## Filmographie

### Cinéma
- 2001 : Le Placard de Francis Veber : Ariane
- 2001 : La Boîte de Claude Zidi : Julie
- 2001 : Sexy Boys de Stéphane Kazandjian : Lucie
- 2001 : Le Cœur sur la main de Marie-Anne Chazel : jeune femme enceinte (court métrage)
- 2003 : Laisse tes mains sur mes hanches de Chantal Lauby : Marie
- 2003 : Tais-toi ! de Francis Veber : la fille au portable
- 2004 : Nos amis les flics de Bob Swaim : Magali
- 2004 : Le Carton de Charles Nemes : Marine
- 2004 : Deuxième chance de Grégory Tudéla : Clarisse (court métrage)
- 2005 : Vive la vie de Yves Fajnberg : Colombe
- 2007 : Fracassés de Franck Llopis : Adeline
- 2007 : La différence, c'est que c'est pas pareil de Pascal Laëthier : Claire
- 2011 : La Chance de ma vie de Nicolas Cuche : Sophie
- 2011 : RIF de Franck Mancuso : Marion Marquand
- 2012 : Sea, No Sex and Sun de Christophe Turpin : Raphaëlle
- 2013 :  Une idée en l'air de Daniel Le Bras : Léa (court métrage)
- 2013 :  Le café des veuves de Geoffroy Koeberlé : Eva warn (court métrage)
- 2013 : Sacré Charlemagne d'Adrien François (court métrage)
- 2022 : Chœur de rockers d'Ida Techer et Luc Bricault : Elodie
- 2025 : Dans l'ombre de Marlow de Aurélien Harzoune et Bertrand Mineur : Judy

### Télévision

#### Téléfilms
- 2002 : Ton tour viendra de Harry Cleven : Chloé
- 2003 : L'Affaire Dominici de Pierre Boutron : Brigitte
- 2006 : Gaspard le bandit de Benoît Jacquot : Marinette
- 2006 : L'Affaire Villemin de Raoul Peck : Christine Villemin
- 2006 : Le Temps des secrets de Thierry Chabert : Augustine
- 2006 : Le Temps des amours de Thierry Chabert  : Augustine
- 2008 : Le Malade Imaginaire de Christian de Chalonge : Béline
- 2008 : Le Gendre idéal d'Arnaud Sélignac : Pauline
- 2009 : Henri 4 de Jo Baier : Marguerite de France
- 2010 : Chateaubriand de Pierre Aknine : Lucille
- 2010 : Préliminaires de Jean-Marc Rudnicki : Estelle Bricourt
- 2011 : Vivace de Pierre Boutron : Pauline Charpentier
- 2011 : La Grève des femmes de Stéphane Kappes : Suzie
- 2012 : Quand les poules auront des dents... de Bertrand Van Effenterre : Clémentine
- 2012 : La Nuit du réveillon de Serge Meynard : Patricia
- 2012 : Cent pages blanches de Laurent Jaoui : Louise
- 2013 : Chambre noire d'Arnaud Malherbe : Manon
- 2013 : J'adore ma vie de Stéphane Kurc : Angélique
- 2013 : Ma vie au grand air de Nicolas Herdt : Colombe
- 2014 : Couvre-feu de Harry Cleven : Élisa
- 2016 : Harcelée de Virginie Wagon : Karine[4].
- 2017 : Entre deux mères de Renaud Bertrand : Jeanne
- 2017 : Péril blanc d'Alain Berliner : Clara Kessler
- 2018 : Jacqueline Sauvage : C'était lui ou moi d'Yves Rénier : Janine Bonaggiunta
- 2019 : Connexion intime de Renaud Bertrand : Aurélie
- 2021 : Le Saut du diable d'Abel Ferry : Audrey
- 2021 : M'abandonne pas de Didier Bivel : Carole

#### Séries télévisées
- 2000 : Vérité oblige : Virginie Schneider (saison 1, épisode 3 : La loi du silence)
- 2000 : Navarro : Soizic (saison 14, épisode 1 : Promotion macabre)
- 2000 : Un et un font six : Julie (épisodes 7 et 8)
- 2001 : Le Grand Patron : Lisa Maresco (saison 1, épisode 2 : Pari sur la vie)
- 2003 : Maigret : Emma (saison 12, épisode 4 : Signé Picpus)
- 2004-2007 : Élodie Bradford : Élodie Bradford
- 2007 : Ondes de choc de Laurent Carcélès : Marion Lecoq
- 2009 : Un village français : Natacha (saison 2)
- 2009 : Pigalle, la nuit d'Hervé Hadmar : Emma
- 2014 : Falco (saison 2, épisode 6 : Artifices)
- 2015 : Le Mystère du lac de Jérôme Cornuau : Karine Delval
- 2015 : Le Secret d'Élise d'Alexandre Laurent : Sylvaine Enthoven
- 2016 : Profilage d'Alexandre Laurent : Angèle Simon (saison 7, épisode 3 : En eaux troubles)
- 2016 : Nina (saison 2, épisode 7 : Maternités)
- 2017 : Le Tueur du lacde Jérôme Cornuau : Karine Delval
- 2018 : Mongeville de Bénédicte Delmas : Lucie Lorrain (saison 5, épisode 1 : Vénus maudite)
- 2018 : Candice Renoir d'Adeline Darraux : Éloïse Murat (saison 6, épisode 6 : C'est la goutte d'eau qui fait déborder le vase)
- 2019 : Crimes parfaits de Nicolas Herdt : Hélène (saison 3, épisode 2 : Trop beau pour être vrai)
- 2020 : Sam : Suzanne
- 2020 : Caïn : Gloria (saison 8, épisode 5 : Dernier bal)
- 2020 : Le juge est une femme : Monica Delors (saison 25, épisode 3 : Ma puce)
- 2022 : Police de caractères : Cécile Moreau (épisode 4 : Un loup dans la bergerie)
- 2022 : Léo Matteï, Brigade des mineurs : Hélène (saison 9, épisodes 5 et 6 : Un petit ange gardien)
- 2022 : Bellefond : Christelle Legrand (épisode 2 : Mauvaise leçon)
- 2022 : Tropiques criminels : Sœur Sophie (saison 3, épisode 5 : Châteauboeuf)
- 2024 : L'Éclipse de Franck Brett : Mathilde Wilhem
- 2024 : Deep d'Aurélien Molas
- 2024 : L'Art du crime d'Angèle Herry-Leclerc : Claire (saison 7, épisode 2 : La muse perdue)
- 2024 : O.P.J. : Francia Narbonne (saison 5, épisodes 5 et 6 : Noces de sang)

### Webséries
- 2015 : Confessions d'Histoire : [vidéo] « Aliénor & Conséquences (ou La Deuxième Croisade) », sur YouTube d'Ugo Bimar : Aliénor d'Aquitaine
- 2018 : [vidéo] « Film-annonce de l'exposition "Napoléon Stratège" », sur YouTube au musée de l'armée par Ugo Bimar : Joséphine de Beauharnais

## Théâtre
- 2017 : Inséparables de Laurent Junca, mise en scène Cyril Lecomte, théâtre de la Michodière

## Distinctions
- 2007 : Prix d'interprétation féminine au Festival du film de télévision de Luchon pour son rôle dans l'épisode Une femme à la mer de la série Élodie Bradford
- Festival de la fiction TV de La Rochelle 2016 : Meilleure interprétation féminine pour Harcelée[5]